# Nanami Sakuraba
Nanami Sakuraba (桜庭 ななみ, Sakuraba Nanami), née le 17 octobre 1992 à Izumi dans la préfecture de Kagoshima, est une actrice et chanteuse japonaise. 

## Filmographie

### Drama
- Akai Ito (2008) : Sara Nakagawa
- Tokyo Girls (2008)
- Nadeshiko Tai (2008) : Reiko Torihama
- Ghost Town no Hana (2009) : Shiori Yanagawa
- Twin Spica (2009) : Asumi Kamogawa
- Koishite Akuma: Vampire Boy (2009) : Kaori Takagi
- Boku to Star no 99 Nichi (2011) : Namiki Momo
- Last Hope (2013) : Maki Tokita
- Limit (2013) : Mizuki Konno
- Miss Pilot (2013) : Suzu Abeno

### Films
- Classmates, Gymnasium Baby (2008) : Yuki Hayakawa
- Heaven's Bus (2008)
- Akai Ito (2008) : Sara Nakagawa
- Summer Wars : Natsuki Shinohara (voix)
- Shodo Girls (2010)
- The Last Ronin (2010) : Kane
- Sabi Girls Sabi Boys (2011)
- Tengoku Kara no Yell (2011)
- Runway Beat (2011) : Mei Tsukamoto
- .hack//The Movie (2012) : Yūki Sora[2]
- Nazotoki wa Dinner no Ato De//The Movie (2013)
- Jinro Game (2013) : Airi Nishina
- L’Attaque des Titans (2015) : Sasha[3]
- Manhunt (2017) de John Woo : Rika Hyakuta